# Villa Le Quart-d'Heure
La villa Le Quart-d'Heure est une villa située au Touquet-Paris-Plage dans le département du Pas-de-Calais en France. Les façades, les toitures, le hall d'entrée et l'escalier font l’objet d’une inscription au titre des monuments historiques depuis le 29 octobre 1997.

## Localisation
Cette villa est sise au no 3 de la rue Saint-Amand.

## Construction
Cette villa a été construite en 1925 sur les plans de l'architecte Horace Pouillet pour lui-même.

## Pour approfondir